# Zaxby's
Zaxby’s Franchising LLC, marknadsför sig som Zaxby's, är en amerikansk snabbmatskedja som säljer främst buffalo wings, friterade kycklingbitar, sallader och smörgåsar men även brownie, iste, kakor och pommes frites. De hade 909 restauranger i 17 amerikanska delstater i mars 2021.
Företaget grundades den 27 mars 1990 när barndomsvännerna Zach McLeroy och Tony Townley öppnade sin första restaurang vid universitetet Georgia Southern University i Statesboro i Georgia. Vännerna gick in med 8 000 amerikanska dollar vardera för att få företaget i rullning. År 1993 började man att sälja franchiserätter till framtida restauranger. I november 2020 meddelade Zaxby's att investmentbanken Goldman Sachs skulle förvärva en större del av restaurangkedjan, affären förväntades slutföras runt årsskiftet av 2020–2021. Köpeskillingen rapporterades senare ligga på omkring två miljarder dollar. Ena grundaren McLeroy blev kvar medan den andra Townley lämnade Zaxby's.
De hade år 2020 en total försäljning, koncern + franchisetagare, på nästan två miljarder dollar och år 2021 en personalstyrka på omkring 5 000 anställda. Huvudkontoret ligger i Athens i Georgia.